# Snow Lake
Snow Lake est une petite ville du Manitoba au Canada. Elle est située à 685 km au nord de Winnipeg à la fin de la route provinciale 392 (en).

## Démographie
| 2001  | 2006 | 2011 | 2016 |
| ----- | ---- | ---- | ---- |
| 1 207 | 837  | 723  | 899  |

## Annexe